# احتجاجات نيكاراغوا 2018–2022
بدأت احتجاجات نيكاراغوا بتاريخ 8 أبريل 2018 عندما بدأ المتظاهرون في عدة مدن في نيكاراغوا احتجاجات ضد إصلاحات الضمان الاجتماعي التي أصدرها الرئيس دانييل أورتيغا والتي زادت من الضرائب وخفضت المزايا. بعد خمسة أيام من البلبلة قُتل خلالها نحو ثلاثين شخص، أعلن أورتيغا إلغاء الإصلاحات. من ناحية ثانية، تطورت المعارضة أكثر-خلال الاحتجاجات بين 2013-2018- لتندد بأورتيغا وتطالب باستقالته، وتصبح بذلك واحدة من أكبر الاحتجاجات في تاريخ الحكومة، وأكثر النزاعات دموية منذ نهاية ثورة نيكاراغوا. بتاريخ 29 سبتمبر 2018، صرح الرئيس أورتيغا عدم شرعية الاحتجاجات السياسية. شملت عملية التعبئة الكبيرة هذه أكثر من 2000 تظاهرة.

## خلفية

### المعاشات التقاعدية لذوي الاشتراكات الصغيرة
بدأت احتجاجات 2013-2018 في يونيو 2013 فقط عندما طالب بعض كبار السن الذين لديهم اشتراكات صغيرة (أقل من 70 أسبوع) بمعاش تقاعدي مخفض من جمعية الضمان الاجتماعي في نيكاراغوا. بعد ذلك بفترة وجيزة، انضم صغار السن والطلاب إلى الاحتجاجات. بعد أسبوع من التظاهر، هاجمت مجموعات شبه عسكرية، مرتبطة بشباب سانديسيتا، المحتجين السلميين، ذلك في الوقت الذي تبع تراجع الشرطة بلحظات. لاحقًا، ومن أجل تهدئة الاحتجاجات، قدم الرئيس دانييل أورتيغا امتيازات للمتقاعدين من أجل منحهم معاش تقاعدي مخفض.

### القناة المقترحة
بدأت الاحتجاجات لاحقًا مرة أخرى بعد أكثر من عام، وعارضت هذه المرة بناء قناة محيطية بتمويل صيني عبر نيكاراغوا، وعارضت أيضًا التأثير البيئي واستخدام الأرض، وحقوق السكان الأصليين، فضلًا عن سيادة نيكاراغوا التي كانت بين الاهتمامات الرئيسية للمحتجين. بحلول شهر شباط عام 2018، اعتُبر المشروع متوقفًا على نطاق واسع، على الرغم من غياب 60% من الأصوات لإلغاء تشريع 2013 الذي أنشأ المشروع، وتحتفظ الشركة الصينية(إتش كي إن دي)، التي مُنحت الامتياز لتطوير القناة، بحقوقها القانونية به، وكذلك بمشاريع البنية التحتية الملحقة.

### حرائق الغابات
في بدايات شهر أبريل عام 2018، خرج المتظاهرون في مسيرة في ماناغوا، عاصمة البلاد، للاحتجاج على ما اعتبروه استجابة حكومية غير كافية على حرائق الغابات التي أحرقت 13.500 فدان (5500 هكتار) من محميات إنديو مايز البيولوجية، وهي محمية طبيعية استوائية تعد موطنًا لسكان راما وكريول الأصليين، فضلًا عن التنوع البيولوجي الكبير والأنواع المهددة بالانقراض. كان هناك شكوك بوجود مصلحة للحكومة باندلاع النيران، لأنها أكبر محمية طبيعية من المخطط أن تمر خلالها قناة نيكاراغوا. وقعت في ذلك الوقت أيضًا احتجاجات مضادة لدعم حكومة جبهة سانديستا.

### أزمة جمعية نيكاراغوا للضمان الاجتماعي
كانت جمعية الضمان الاجتماعي في نيكاراغوا في عام 2013 تمر في حالة عجز تنمو سنويًا، حيث وصل العجز إلى 2,371 مليون كوردوبا نيكاراغوي بحلول نهاية 2017. زاد ذلك العجز بأكثر من خمسين بالمئة خلال العامين السابقين. نبه صندوق النقد الدولي نيكاراغوا في عام 2017 إلى أنه في حال عدم وجود إصلاحات، فإن الاحتياطات النقدية ستنفذ بحلول عام 2019. أعدت حكومة دانييل أورتيغا خطة إصلاح لجمعية نيكاراغاوا للضمان الاجتماعي بناءً على تقرير صندوق النقد الدولي. رفضت الحكومة بعض الحلول المقترحة، كزيادة سن التقاعد، وذلك بحجة أن فرص كبار السن في إيجاد عمل أقل من غيرهم، وأن الحاجة الملحة للإصلاح تتطلب نتائج سريعة لضمان استمرار الجمعية(آي إن إس إس)، حيث أن التدابير التي اقترحها صندوق النقد الدولي لن تسفر عن نتائج قبل ثلاث أو أربع سنوات.
في بداية شهر أبريل عام 2018، أعلن المجلس الأعلى للمؤسسات الخاصة (كوسيب) عن بداية المفاوضات مع الحكومة لإصلاح جمعية الضمان الاجتماعي في نيكاراغوا، مصرحًا أن الحل يجب أن يشمل زيادة اشتراك أصحاب العمل والموظفين، إضافة إلى الإصلاح المالي. استبعدت المفاوضات الشركات الصغيرة والمتوسطة. أُعلنت الإصلاحات في 16 أبريل 2018، ونُشرت بمرسوم رئاسي في مارس 2018، وفي لاغاسيتا (صحيفة الحكومة الرسمية) في 18 أبريل 2018. تضمن الإصلاح زيادة تدريجية بنسبة 0.75 (من 6.25% إلى 7%) في اشتراك الموظف و2% (من 19% إلى 21%) في اشتراك أصحاب العمل، ابتداءً من يوليو 2018. يزداد اشتراك أصحاب العمل سنويًا حتى يصل إلى 22.5%. يتم فرض ضرائب أيضًا على المعاشات التقاعدية بنسبة 5%. انتُقدت الخمسة بالمئة بأنها غير دستورية، ذلك لأن الجمعية الوطنية فقط هي التي تمتلك سلطة فرض الضرائب، والقانون 160، الذي وقعه أورتيغا، يشير إلى أن المعاشات التقاعدية ليست خاضعة للحجز.
دعمت الاتحادات الموالية للحكومة، وهي الجبهة الوطنية للعمال والاتحاد الوطني للعمال، الإصلاح في الحين الذي رفضه المجلس الأعلى للمؤسسات الخاصة، مشيرًا إلى أنه لم يحصل عليه إجماع في الرأي وقدم طلب حماية قضائية في محاولة لإلغائه.

## التسلسل الزمني للأحداث

### بداية الاحتجاجات
احتج المواطنون في 18 أبريل، بعد غضبهم سابقًا من طريقة التعامل مع الحرائق، كردة فعل على إعلان إدارة أورتيغا عن إصلاحات الضمان الاجتماعي التي رفعت الضرائب على الدخل والرواتب مع خفض استحقاقات المعاشات التقاعدية بنسبة 5%. اندلعت الاحتجاجات التي تضمنت في أغلبها كبار السن، وطلاب الجامعات وناشطين آخرين، في ماناغوا وستة مدن أخرى، وقد قمعتها الهيئات التي ترفع تقاريرها للرئيس أورتيغا. شوهدت هذه الهيئات تطلق الرصاص الحي على المحتجين أثناء تسليح أعضاء شباب ساندينستا بالأسلحة. قُتل على الأقل 26 شخص من بينهم الصحفي أنجيل غاهونا من برنامج الأخبار ميريديانو، حيث أُطلق عليه النار حتى الموت أمام مبنى البلدية في بلوفيلدس أثناء البث المباشر على فيسبوك. تعرضت الأنواع المختلفة من وسائل الإعلام المستقلة للرقابة خلال الاحتجاجات.
ألقى نائب الرئيس والسيدة الأولى روزاريو موريلو في اليوم التالي، بتاريخ 19 أبريل، كلمة سخروا فيها من المحتجين ونعتوهم بأنهم «مجموعة صغيرة من ضعاف النفوس، والأشخاص السامين والمليئين بالكراهية»، العازمين على تدمير البلاد والاعتداء على السلام والتطور. نعتت أيضًا المحتجين الذين تعرضوا للهجوم بأنهم «معتدون» ونعتت هجوم المجموعات الموالية لأورتيغا والشرطة بأنه «دفاع مشروع». بدأت الاحتجاجات تتصاعد مع اندلاع المواجهات في ليون وماناغوا وغرناطة وبواكو، وكارازو، وإيستيلي، وريفاز، وماتاغالبا وماسايا. أمرت مؤسسة الاتصالات والخدمات البريدية بتعليق بث أربع قنوات تلفزيونية مستقلة كانت تنقل الأخبار: القنوات 12، 23، 51 وقناة 100% نوشيسياس، إضافة إلى القناة التلفزيونية للمؤتمر الكاثوليكي الخاص بالكنيسة الأسقفية. استمر التعليق عدة ساعات، ما عدا قناة 100% نوشيسياس، توقف بثها حتى 25 أبريل. اتهمت موريلو المحتجين بأنه تم التلاعب بهم وأنهم حاولوا «زعزعة استقرار نيكاراغوا وتدميرها».
بعد يومين من بدء الاحتجاجات والقمع اللاحق لها من قبل السلطات، ظهر أورتيغا لأول مرة في 21 أبريل وأعلن أنه سيجري مفاوضات من أجل مراجعة محتملة للإصلاحات المخطط لها أن تدخل حيز التنفيذ في 1 يوليو 2018؛ من ناحية ثانية، صرح أنه سيلتقي مع كبار رجال الأعمال فقط وزعم أن المحتجين تعرضوا للتلاعب من قبل عصابات وأصحاب نفوذ سياسية آخرين. ازدادت الاحتجاجات ردًا على ذلك، مع اعتراض المتظاهرين على قمع الاحتجاجات واستبعاد القطاعات الأخرى من المفاوضات، فضلًا عن الإصلاحات نفسها. أعلنت غرفة أعمال كوسيب أنها ستشارك في المفاوضات فقط في حال توقف عنف الشرطة، وأطلق سراح المحتجين المعتقلين واستعيدت حرية التعبير. دعا مؤتمر نيكاراغوا الروماني الكاثوليكي للأساقفة إلى وضع حد لعنف الشرطة وانتقد الإصلاحات أحادية الجانب؛ ثم أضاف البابا فرانسيس دعوته للسلام في البلاد.